# Jezioro Żnińskie Małe
Jezioro Żnińskie Małe – jezioro w Polsce, położone w województwie kujawsko-pomorskim, w powiecie żnińskim, w granicach administracyjnych Żnina, na obszarze Pojezierza Żnińsko-Mogileńskiego.

## Charakterystyka
Jezioro leży w obrębie Obszaru Chronionego Krajobrazu "Jezior Żnińskich". Jest intensywnie wykorzystywane przez uprawiających sport motorowodny. Wielokrotnie odbywały się na tym akwenie mistrzostwa w sportach motorowodnych różnych klas i rang.

## Dane morfometryczne
Powierzchnia zwierciadła wody według różnych źródeł wynosi od 116,0 ha do 135,1 ha. Zwierciadło wody położone jest na wysokości 77,9 m n.p.m. lub 78,9 m n.p.m. Średnia głębokość jeziora wynosi 2,3 m, natomiast głębokość maksymalna 5,3 m.
W oparciu o badania przeprowadzone w 2004 roku wody jeziora zaliczono wody jeziora zaliczono do wód pozaklasowych i poza kategorią podatności na degradację. W latach 1988 i 1999 wody jeziora również zaliczono do wód pozaklasowych.

## Hydronimia
Według urzędowego spisu opracowanego przez Komisję Nazw Miejscowości i Obiektów Fizjograficznych (KNMiOF) nazwa tego jeziora to Jezioro Żnińskie Małe. W różnych publikacjach i na mapach topograficznych jezioro to występuje pod nazwą Małe Żnińskie.